# Edward Archibald
Edward Blake „Ed“ Archibald (29. března 1884, Toronto – 20. března 1965, tamtéž) byl kanadský atlet, specialista na skok o tyči a držitel bronzové medaile v této disciplíně ze 4. letních olympijských her v Londýně 1908. Zúčastnil se i Aténských olympijských meziher 1906.

## Životopis
Archibald se narodil v Torontu, kde jako student Torontské univerzity vytvořil rekord školy ve skoku o tyči výkonem 310 cm a posléze i světový rekord 379 cm. V roce 1906 se stal mistrem Kanady a byl vybrán pro účast na aténských mezihrách. V roce 1907 absolvoval univerzitu a pak závodil za klub Toronto Est End YMCA a v roce 1908 se stal kanadským i britským mistrem. Před 1. světovou válkou zůstával aktivním atletem, dokonce vytvořil kanadský rekord ve vrhu koulí 11.68 m.
Archibald byl plně zapojen do činnosti YMCA, a proto byl v roce 1915 vyslán do Evropy, aby vytvářel sportovní a relaxační programy pro vojáky zapojené do bojů na frontě. Po návratu pracoval ve sportovním oddělení časopisu Ottawa Journal, pracoval v provinční atletické komisi Ontaria a pomohl ottawským amatérským atletům otevřít obchod se sportovními potřebami. V roce 1924 založil chlapecký letní tábor v Sudbury u jezera Wanapitei, kolem roku 1930 byl tábor přesunut do Temagemi. Během 2. světové války opět v rámci YMCA pracoval pro armádu, tentokrát v kanadském zázemí. V roce 2001 byl uveden do Sportovní síně slávy Torontské univerzity.

## Archibald na Aténských mezihrách 1906
Archibald přijel do Atén ve špatné náladě, protože mu cestou vlakem zašantročili jeho skokanskou tyč. Do Neapole se ještě v pořádku dostala, ale na místní trati mu průvodčí odmítl převážet náčiní v kupé, a v Tarentu už ani ve vagónu pro zavazadla tyč nebyla. Pořadatelé v Aténách mu obstarali tyč náhradní, která se mu však zlomila a málem se na ni nabodl, což ho pro vlastní závod znervóznilo. Ačkoliv doma již skočil 365 cm, v Aténách na další vypůjčené tyči skočil pouze 275 cm a skončil desátý. Pokusil se ještě o soutěž v klasickém řeckém pětiboji. Ve skoku dalekém skončil desátý (výkon není zaznamenán), v hodu diskem třináctý, v hodu oštěpem čtvrtý a v běhu na 192 m šestý. Do finále, jímž byly souboje v řecko-římském zápase, se probojovalo celkově šest nejlepších, Archibald skončil sedmý.

## Archibald na olympijských hrách vLondýně 1908
Na londýnské olympiádě připadla Archibaldovi čest být vlajkonošem výpravy Kanady při slavnostním otevření her. V kvalifikaci skoku o tyči byl zařazen do nejsilnější skupiny, v níž padlo od výšky 358 cm několik olympijských rekordů. Do finálové osmičky se probojoval na děleném třetím místě právě výkonem 358 cm. Výkony z kvalifikace se započítávaly ve finále, kde se na Bruno Söderströma (Švédsko) a Archibalda dotáhl Američan Clare Jacobs. Všichni tři byli odměnění za výkon 358 cm bronzovou medailí. Zvítězila dvojice dalších Američanů Edward Cook a Alfred Gilbert výkonem 371 cm. Původně měly ještě následovat rozskoky o 1. a o 3. místo, ale pořadatelé byli v časové tísni a rozhodli se udělit dvě zlaté a tři bronzové medaile.